# 山田きのこ
山田 きのこ（やまだ きのこ、1970年7月31日 - ）は、日本の女性声優。奈良県出身。RME所属。旧芸名は溝脇 しほみ（みぞわき しほみ）。

## 人物
以前はウイットプロモーションに所属していた。
『デジモンアドベンチャー tri.』第二章「決意」の収録について、「今回は事前にロゼモンに進化すると聞いて、『ウソでしょ⁉︎どうしよう!』と思い、ポスター（キービジュアル）を見て頭をブン殴られたような衝撃を受けました。なぜなら私の声は、色気とは日本とブラジルくらいの距離があるものですから。まさに“決意”とは、私がロゼモンと共に立ち向かわねばならないという事だったのです。」とコメントしている。

## 出演
太字はメインキャラクター。

### テレビアニメ
1999年
- おジャ魔女どれみ（1999年 - 2003年、島倉かおり） - 4シリーズ
- デジモンアドベンチャー（1999年 - 2000年、パルモン、トゲモン、リリモン、タネモン） - 2シリーズ

2000年
- ストレンジドーン（マニのおばさん、村人）

2003年
- 金色のガッシュベル!!（ナオミ）

2005年
- ふしぎ星の☆ふたご姫（2005年 - 2006年、ティオ〈2代目〉） - 2シリーズ

2007年
- 大江戸ロケット（新佐、たぬきのゆきお）
- 爆丸バトルブローラーズ（ドロア）

2008年
- イタズラなKiss（小森じん子）

2012年
- 人類は衰退しました（妖精さん）

2020年
- デジモンアドベンチャー:（2020年 - 2021年、パルモン、トゲモン、リリモン、ロゼモン、ポンチョモン  ）

### 劇場アニメ
2000年
- 映画 おジャ魔女どれみ♯（島倉かおり）
- デジモンアドベンチャー ぼくらのウォーゲーム!（パルモン）
- デジモンアドベンチャー3D デジモングランプリ!（パルモン）

2004年
- 金色のガッシュベル!! 101番目の魔物（ナオミ）

2005年
- 金色のガッシュベル!! メカバルカンの来襲（ナオミ）

2015年
- デジモンアドベンチャー tri. 第1章「再会」（パルモン）

2016年
- デジモンアドベンチャー tri. 第2章「決意」（パルモン、トゲモン、リリモン、ロゼモン ）
- デジモンアドベンチャー tri. 第3章「告白」（パルモン）

2017年
- デジモンアドベンチャー tri. 第4章「喪失」（パルモン）
- デジモンアドベンチャー tri. 第5章「共生」（パルモン）

2018年
- デジモンアドベンチャー tri. 第6章「ぼくらの未来」（パルモン）

2020年
- デジモンアドベンチャー LAST EVOLUTION 絆（パルモン）
- 魔女見習いをさがして（菱友社員）

### ゲーム
時期不明
- 金色のガッシュベル!!シリーズ（ナオミちゃん）

2004年
- 金色のガッシュベル!! 激闘!最強の魔物達
- 金色のガッシュベル!! うなれ!友情の電撃2

2005年
- 金色のガッシュベル!! ザ・カードバトル for GBA
- 金色のガッシュベル!! ゴー!ゴー!魔物ファイト!!

2013年
- デジモンアドベンチャー（パルモン / トゲモン / リリモン / ロゼモン  ）

2023年
- 共闘ことばRPG コトダマン（パルモン / リリモン）

2024年
- 金色のガッシュベル!! 永遠の絆の仲間たち（ナオミちゃん）
- パズドラ（パルモン / トゲモン / リリモン）

### CD
- おジャ魔女どれみドッカ〜ン! キャラクター･ヴォーカルコレクション 6年1組盤（島倉かおり）
- スーパーお嬢様!（玉木麗香〈永野愛〉とのデュエット）
- デジモンアドベンチャー02ベストパートナー⑤太刀川ミミ&パルモン

### 吹き替え
- スティーブン・スピルバーグのトゥーンシルバニア（デッジレー）

- プリズン・ブレーキ（ブリージー）

### テレビ（顔出し）
- 日本テレビ「秘密のケンミンSHOW 連続転勤ドラマ　辞令は突然に」　部長妻（奈良編）

- 日本テレビ「ザ!世界仰天ニュース」（再現VTR）

### その他
- （舞台）「超進化ステージ『デジモンアドベンチャー　tri.〜8月1日の冒険〜』」パルモン（声の出演）

- 「JOYSOUNDスマホアプリ」CV

- 「CRイタズラなKiss」CMナレーション